# Азарьев, Александр Яковлевич
 Александр Яковлевич Азарьев  (?—?) — капитан 2-го ранга, кавалер ордена Святого Георгия 4 класса.

## Биография
Точная дата рождения неизвестна.
1 июня 1792 года поступил в морской корпус кадетом. 9 мая 1795 года произведен в гардемарины. Был в кампании на Кронштадтском рейде. В 1796 году плавал у Красной горки. 1 мая 1797 года был произведен в мичманы. Плавал на корабле «Ретвизан» у Красной горки с флотом, под штандартом Государя Императора.
С 1798 по 1800 годы плавал на фрегате «Нарва» в эскадре вице-адмирала Макарова, перешёл к берегам Англии, где вступил на корабль «Мстислав», на котором он плавал с английской эскадрой в Северном море, у острова Текселя, после чего на корабле «Ианнуарий» возвратился в Ревель. В 1801 году плавал на фрегате «Нарва» между Ревелем и Кронштадтом. На том же фрегате крейсировал у острова Борнгольма.
В 1803 году на корабле «Ианнуарий» был в кампании на Кронштадтском рейде. В 1804 году был на брантвахтенном фрегате «Нарва» принимал участие в кампании на Ревельском рейде. 31 декабря был произведен в лейтенанты. В 1805 году на корабле «Москва» в эскадре вице-адмирала Сенявина, перешёл из Кронштадта в Корфу. С 1806 по 1808 годы на том же корабле плавал в Средиземном и Адриатическом море, после чего из Порт-Феррарио перешёл в [Тулон. В1809 году принимал участие в Тулонском рейде.
В 1810 году возвратился из Тулона в Кронштадт. За 18 морских кампании награждён орденом Святого Георгия 4 класса. В 1811 году находился при кронштадтском порте. В 1812 году, командуя яхтой «Роченсальм» в эскадре контр-адмирала Моллера, плавал с гребным флотом от Кронштадта, через Ригу до Свеаборга. В 1813 году на бомбардирском судне «Торнео» перешёл от Свеаборга к Данцигу, где участвовал в троекратном сражении с французскими береговыми батареями, а потом возвратился в Свеаборг. 19 февраля 1814 года произведен в капитан-лейтенанты. В 1815 году командуя бомбардирским судном «Торнео», перешёл из Свеаборга в Кронштадт.
17 февраля 1816 года был уволен со службы в чине капитана 2-го ранга.

## Награды
- Орден Святого Георгия 4 степени (№ 2263; 26 ноября 1810).